# 游叙弗伦篇
《游叙弗伦篇》 （又譯《尤西弗羅篇》、《歐緒弗洛篇》） 是柏拉圖早期的一篇對話，時間大概是公元前399年之後，內容記錄了古希臘哲學家蘇格拉底和游叙弗伦之間的對話，在柏拉圖的記錄下，蘇格拉底運用了辯證法追問尤西弗羅關於他控告其父親一案，從而帶出何為虔敬的定義。
对话开头，苏格拉底和游叙弗伦在王宫前廊相遇。苏格拉底准备上法庭应对迈雷托士等人对他“不敬神”的控告，而游叙弗伦则是准备去状告自己的父亲——他的父亲将一个仆人绑起来丢在水沟，任由他死去。游叙弗伦的家人都认为父亲的行为没有过错，这使游叙弗伦感到非常愤怒。这个仆人先前曾杀害了一位工友，游叙弗伦的家人认为这抵消了任由他死去的不正当性。苏格拉底注意到游叙弗伦对自身观点所持的自信态度，于是要求他定义什么是对神虔诚，什么是不虔诚，因为苏格拉底自己正要因不敬神而受审讯，故而相信游叙弗伦或许能给他一些指导。然而随着对话的深入，两人逐渐发现并不能对此问题达成共识，并由此引出了本对话录中的一个两难情境，也即游叙弗伦困境：虔诚的行为是神所喜爱的行为，还是说神因为行为本身是虔诚的才喜爱它们？这个困境是后世神学与元伦理学最受争议的话题之一。

## 角色
- 苏格拉底，雅典哲学家。在本篇对话录中，他询问对神虔敬的本质。
- 游叙弗伦，雅典先知。他的父亲在纳克索斯拥有一块土地，他因为父亲对该土地上一位仆人的暴行而准备提起控告。对话录中，他尝试向苏格拉底定义什么是虔诚，但这些定义都无法满足要求。游叙弗伦这个角色有可能是柏拉图的艺术创作，他的名字在古希腊语中的意思是具有讽刺意味的“率直思考者”。[1]如果游叙弗伦以及他对自己父亲的控告是真实存在的，那么这个事件可能发生在公元前405-公元前399年，在此之后雅典人因为在伊哥斯波塔米战役战败而被逐出了纳克索斯。

## 概述
《游叙弗伦篇》的发生地点设定于雅典执政官巴西勒斯的王宫前，当时苏格拉底与游叙弗伦相遇于此，各自准备出席法庭的传唤(2a)。
游叙弗伦到此是为了状告自己的父亲。先前，游叙弗伦父亲的一位仆人在纳克索斯杀死了另一家奴，于是他的父亲将仆人绑起来丢在水沟里，派人去雅典请求神的意旨应如何处置这位凶手，未待使者返回，这位仆人就已死于冻饿(3e–4d)。 苏格拉底为游叙弗伦控告自己父亲的坚定态度感到惊讶，当时的雅典法律只允许死者的亲属控告他人谋杀(Dem. 43 §57)。游叙弗伦并未注意到苏格拉底的惊讶之情，这也进一步说明了他对自己行为在宗教和伦理方面所持有的自信态度。
苏格拉底询问游叙弗伦，他是否认为自身行为正常，没有对神的不虔敬，游叙弗伦表示自己的行为完全符合神的意旨(4e)。于是，苏格拉底以他特有的一种讽刺态度向游叙弗伦求教，因为他正受不敬神的指控，故而希望游叙弗伦可以指导自己何为敬神（虔诚/神圣），何为不敬神。
游叙弗伦认为，之所以有人控告苏格拉底不敬神，是因为苏格拉底常对他人说代蒙（一种介乎于神与人之间的生灵）向他发出告诫(3b)。对许多雅典人而言，这便是对神的不敬，因为苏格拉底的这种行为显示出了对希腊诸神的怀疑。此外，苏格拉底还表达了对神的行为的批评，因为祂们的行为偶尔残忍且言行不一，例如天空之神乌拉诺斯被自己的儿子克洛诺斯阉割，苏格拉底认为这个故事十分难以令人接受(6a–6c)。
在表示自己知晓许多有关神的故事后，在苏格拉底的要求下，游叙弗伦不再纠缠于此，而进一步转向对“虔诚”的定义。尽管苏格拉底一再表示希望游叙弗伦填补自己对敬神的无知，然而游叙弗伦提出的所有论证都受到了苏格拉底反驳(6d ff.)。
对话末尾，游叙弗伦承认自己所有关于“虔诚”的定义都以失败告终，但他并未尝试去纠正自己错误的逻辑，而是表示自己应当走了，而后离开了对话。苏格拉底以其讽刺的语言总结道，既然游叙弗伦无法定义何为“虔诚”，那他也就无法教会自己什么是虔诚。那么与游叙弗伦的这场对话对苏格拉底的法庭申辩也就无所助益(15c ff.)。
古代雅典的宗教只有实践中的仪式，并没有一部正式的神圣经文作为参考，这不同于后世的亚伯拉罕诸教，记住这一点有助于对本篇中苏格拉底论证的理解。信徒可能在遵从一位神祗的同时却不尊重其它神祗，例如游叙弗伦以宙斯为例说明自己虔诚的信念，却表达了对乌拉诺斯和克洛诺斯的不敬。

## 主题
苏格拉底要求游叙弗伦为他提供一个关于虔诚的定义，因为只有基于一个明确的定义，苏格拉底才能在即将进行的审判中为自己“不敬神”的行为作出辩护。苏格拉底在此所寻求的是一个对“虔诚”的普遍定义，它应当适用于一切事物，任何行为都能以这一定义作出衡量，以确定这些行为是否虔诚。为达成这种普遍性，“虔诚”的定义必须表达被定义者（虔诚）的本质，并在属、种和差异性中加以定义。正因如此，《游叙弗伦篇》在后世神学、伦理学、认识论和形而上学领域的辩论中有重要的地位。
诚然，柏拉图在此对话录中对苏格拉底形象的塑造是不合时宜的，因为苏格拉底不可能是一位形而上学领域的大师。尽管如此，亚里士多德对形而上学的阐述性处理仍是根植于柏拉图的对话录，尤其是《游叙弗伦篇》。